# Rosa Salhuana
Rosa Lucia Salhuana Guevara (Lima, 19 dicembre 1939 – 20 aprile 2023) è stata una cestista peruviana.

## Carriera
Con il Perù ha preso parte ai Campionati mondiali del 1957 (28 punti in 7 partite) e a quelli del 1964 (33 punti in 6 partite).